# Bisogno di cognizione
Il bisogno di cognizione (in lingua inglese: Need for Cognition, abbreviato in NFC) in psicologia è una variabile della personalità che riflette la misura in cui gli individui sono inclini ad attività cognitive impegnative.
Il bisogno di cognizione è stato definito come "un bisogno di strutturare situazioni rilevanti in modi significativi e integrati" e "un bisogno di comprendere e rendere ragionevole il mondo delle esperienze". Un NFC superiore è associato a una maggiore inclinazione al dibattito, alla riflessione, ponderazione di idee e opinioni e risoluzione di problemi. Individui con un alto indice di bisogno di cognizione sono quindi inclini a un alto livello di elaborazione mentale. Individui con un minore bisogno di cognizione tendono a mostrare tendenze opposte, ad elaborare le informazioni in modo più euristico, spesso attraverso un basso livello di elaborazione.
Il bisogno di cognizione come aspetto della personalità è strettamente correlato all'elemento dell'apertura mentale nella teoria dei Big Five, nella quale vengono teorizzati i cinque domini principali della personalità.

## Storia e sviluppo della teoria
Il termine Need for Cognition venne coniato dallo psicologo Arthur Cohen e dai suoi colleghi nei primi lavori sulle differenze individuali nella motivazione cognitiva. Cohen descrisse il NFC come la necessità di capire e dare un senso all'esperienza del mondo.
Nel 1982 gli psicologi Richard Petty e John Cacioppo iniziarono ad analizzare il NFC e proposero che il bisogno di cognizione fosse una differenza individuale stabile nella popolazione. Questa necessità si esprimeva nella tendenza a impegnarsi e a godere di attività cognitive impegnative. Con attività cognitive impegnative si intende per esempio la messa in discussione, la ricerca di una soluzione, il ponderamento di varie possibili opzioni, la rielaborazione di concetti, il desiderio di sapere di più e di capire il funzionamento di un meccanismo. Variazioni individuali nel NFC vennero concepite come un continuum bipolare, in cui un basso NFC venne definito come l'assenza della tendenza di una persona a impegnarsi e godere di attività richiedenti sforzi cognitivi. I risultati di diversi studi mostrano una correlazione tra NFC e intelligenza verbale.
Petty e Cacioppo, nell'ambito degli studi sul processo persuasivo, elaborarono poi il modello ELM (Elaboration Likelihood Model), nel quale viene teorizzato che l'elaborazione del messaggio persuasivo avviene attraverso due percorsi diversi: un "percorso centrale", dove il messaggio viene analizzato attivamente, soppesando pro e contra, e un "percorso periferico", nel quale il messaggio viene analizzato superficialmente sulla base delle sue caratteristiche formali. Secondo Petty e Cacioppo i fattori che indirizzano una persona a scegliere un percorso piuttosto che un altro sono due, la motivazione e l'abilità cognitiva. La motivazione è alta in persone che dispongono di un alto NFC, è basso in persone con basso NFC.
Cacioppo e Petty hanno creato la loro scala per misurare il bisogno di cognizione. È stata successivamente leggermente modificata e nella maggior parte dei casi riportati nella letteratura successiva viene usata questa scala modificata .

## Caratteristiche
Le persone con un alto bisogno di cognizione sono più propense ad agire prestando molta attenzione agli argomenti rilevanti (cioè, secondo il modello ELM, attraverso la via centrale di persuasione), mentre le persone a basso bisogno di cognizione con maggiore probabilità fanno affidamento su segnali periferici (secondo il modello ELM, attraversi la via periferica di persuasione), per esempio quanto è attraente o credibile un oratore. Le persone con un basso bisogno di cognizione sono anche più propense a fare affidamento sugli stereotipi nel giudicare gli altri, rispetto alle persone con un alto bisogno di cognizione. Gli individui con un alto livello di NFC hanno inoltre meno probabilità di attribuire una maggiore desiderabilità sociale a individui più attraenti o ai compagni, come scritto nell'abstract dello studio di Perlini e Hansen:
Uno studio sulla lucidità dei sogni ha rilevato che i sognatori lucidi frequenti e occasionali hanno ottenuto punteggi più alti nel NFC rispetto ai sognatori non lucidi. Ciò suggerisce che vi è continuità tra gli stili cognitivi di veglia e di sonno. I ricercatori hanno sostenuto che ciò è dovuto al fatto che l'auto-riflessione o l'attenzione focalizzata su se stessi è intensificata nei sogni lucidi ed è anche associata a un maggiore bisogno di cognizione.

### La misurazione del bisogno di cognizione
Nell'articolo che Petty e Cacioppo pubblicarono nel 1984, i due psicologi descrissero un questionario per la misurazione del bisogno di cognizione. Il questionario proposto consiste in 18 affermazioni per ognuna delle quali l'individuo deve dare un valore da +4 a -4, dove +4 corrisponde a "sono molto d'accordo" e -4 a "non sono per niente d'accordo".  Di seguito la lista di affermazioni, tradotte dall'originale inglese:
| 1  | Preferisco problemi complessi a problemi semplici                                                                                |
| 2  | Preferisco essere responsabile della gestione di situazioni che richiedono sforzo di pensiero                                    |
| 3  | Pensare non è la mia idea di divertimento*                                                                                       |
| 4  | Preferirei fare qualcosa che richiede scarsa attività cognitiva piuttosto che qualcosa che sfida la mia capacità di pensiero*    |
| 5  | Cerco di anticipare o evitare situazioni in cui probabilmente dovrò pensare a fondo riguardo a qualcosa*                         |
| 6  | Provo soddisfazione nel riflettere molto e a lungo                                                                               |
| -- | --- |
| 7  | Penso solo se sono costretto a farlo*                                                                                            |
| 8  | Preferisco pensare a piccoli progetti quotidiani, piuttosto che a progetti a lungo termine*                                      |
| 9  | Preferisco compiti che richiedono piccoli sforzi cognitivi dopo essere stati appresi*                                            |
| 10 | L'idea di contare sul pensiero per trovare la mia strada mi intriga                                                              |
| 11 | Mi piace un compito che prevede l'arrivo a nuove soluzioni per risolvere problemi                                                |
| 12 | Imparare nuovi modi di pensare non mi eccita molto*                                                                              |
| 13 | Preferisco riempire la mia vita con puzzles da risolvere                                                                         |
| 14 | La nozione di pensiero astratto mi affascina                                                                                     |
| 15 | Preferirei un compito intellettuale, difficile e importante rispetto ad uno piuttosto importante ma che non richiede pensiero    |
| 16 | Provo sollievo piuttosto che soddisfazione dopo aver completato un compito che ha richiesto una gran quantità di sforzo mentale* |
| 17 | E' sufficiente per me ottenere un risultato dal lavoro fatto; non mi curo del come o perché esso funziona*                       |
| 18 | Normalmente finisco per riflettere su un tema anche se non mi riguarda personalmente                                             |
|    | *Questi Items (affermazioni) vengono calcolati nella somma finale all'opposto                                                    |

## NFC e la personalità
Il bisogno di cognizione correla positivamente con diverse altre caratteristiche della personalità, in particolare con la curiosità epistemica, l'impegno intellettuale e l'apertura alle idee. 
- La curiosità epistemica può essere definita come "desiderio di conoscenza che motiva le persone a imparare nuove idee, eliminare le lacune informative e risolvere i problemi intellettuali"[9].
- Il tipico impegno intellettuale fu proposto da Goff e Ackerman (1992) e venne definito come un "costrutto di personalità che rappresenta l'avversione o l'attrazione di un individuo per compiti che sono intellettualmente onesti"[9].
- L'apertura alle idee è un aspetto di apertura all'esperienza associata agli aspetti "dell'essere aperti di mente, dell' impegnarsi in pensieri non convenzionali e risolvere problemi e del pensare come azione fine a se stessa"[9]

In ulteriori studi è stato osservato che il bisogno di cognizione, il tipico coinvolgimento intellettuale, la curiosità epistemica e l'apertura alle idee sono tutti fortemente correlati tra di loro. Uno studio che ha confrontato il bisogno di cognizione e l'apertura alle idee usando l'analisi fattoriale confermativa ha rilevato però che, sebbene i due costrutti siano fortemente correlati, non sono ridondanti. Il bisogno di cognizione e l'apertura alle idee correlano infatti in maniera contrastante con altri tratti della personalità. Ad esempio, il NFC correla più forte con la stabilità emotiva e l'attività che con l'apertura alle idee, mentre l'apertura alle idee correla più fortemente con la novità e la ricerca di esperienza rispetto che con il NFC.

## NFC e la psicologia delle decisioni
La psicologia decisionale è un ambito della psicologia in cui vengono studiati i meccanismi secondo i quali gli individui prendono delle decisioni in contesti e situazioni diverse. Nello studio di Jessica Carnevale e colleghi venne ricercato il rapporto tra il livello del bisogno di cognizione e il modo di decidere dell'individuo. La ricerca sperimentale condotta su 360 persone dimostra che le persone con alto NFC tendono a non lasciarsi condizionare da elementi superficiali e a riconoscere le perdite subite a causa delle loro decisioni, accettando la propria responsabilità, mentre le persone con basso NFC sono risultate più suscettibili ai bias cognitivi. Nell'esperimento i partecipanti dovevano completare una serie di processi decisionali e scale di competenza e personalità. Sia le differenze individuali nel bisogno di cognizione che l'esperienza di leadership modera la suscettibilità ai bias cognitivi.
La suscettibilità venne misurata sui seguenti quattro biases:
1. Suscettibilità al framing (Framing susceptibility)- L'effetto del framing si verifica quando ci si trova di fronte a due scelte equivalenti dal punto di vista logico che però indirizzano il ricevente in una direzione attraverso il modo in cui vengono presentate. La scelta di un individuo dipende quindi dalla forma, e non dal contenuto, del messaggio, ossia da come viene "impacchettato" il messaggio poi "spedito" al ricevente.
2. Calibrazione della fiducia (Confidence calibration)-  La calibrazione della fiducia viene definita nella misura in cui la fiducia corrisponde alla precisione misurata in molti giudizi. Le persone, di solito presentano livelli di fiducia del 20% più alti rispetto a quanto misurato. Questo è un errore molto diffuso che pochi riescono ad evitare calibrando i loro livelli di fiducia[8].
3. Coerenza nella percezione del rischio (Consistency in risk perception)- La percezione del rischio della maggior parte degli individui è imprecisa a causa di assenza di familiarità con i concetti probabilistici e per la presenza di condizionamenti emotivi. La coerenza nella percezione del rischio viene definita come la coerenza logica dei giudizi in tre ambiti: ambito temporale (per esempio giudizio del rischio per il prossimo anno vs. i prossimi cinque anni), ambito sociale (ad esempio rischio di morire per attacco terroristico piuttosto che per ogni altra causa), complementarità (ad esempio probabilità di avere un incidente d'auto vs. probabilità di non avere incidenti)[8].
4. Sensibilità ai costi irrecuperabili (Sensitivity to sunk costs)-  Gli individui che prendono una decisione mostrano una disposizione a intensificare gli sforzi, una volta che le risorse sono già state investite, indipendentemente da come si evolve la situazione. In tal modo si cerca di negare che le risorse sono state spese a causa di decisioni sbagliate.